# Serge Alexander Scherbatskoy
Serge Alexander Scherbatskoy (* 18. Juli 1908 in Buyuk Dere in Büyükdere, Sariyer, Vorort von Konstantinopel; † 25. November 2002 in Fort Worth) war ein US-amerikanischer Erfinder und Unternehmer mit dem Schwerpunkt auf dem Gebiet der Erdölprospektion.

## Leben
Serge Alexander Scherbatskoy hatte zeitweise die Eigentumsrechte an mehr als 200 Patenten weltweit im Bereich der Erdölförderung. Er war der Sohn von Maria Tolmachevo (1886–1950) und Alexander Ippolitovich Scherbatskoy. Er heiratete 1938 Mary Ellen Dunham aus Tulsa; ihre Kinder waren Mary, Serge, Timothy und Jonathan. Er studierte an der Technischen Hochschule Charlottenburg und an der Sorbonne.
1929 migrierte er in die Vereinigten Staaten von Amerika. Von 1929 bis 1932 während der Wirtschaftsdepression nach dem Schwarzen Donnerstag entwickelte er bei den Bell Laboratories am Type C Carrier telephone system.
1932 bot er, unter der Bezeichnung Bureau of Radio Engineering, die Reparatur von Rundfunkempfangsgeräten als Haustürgeschäft an.
1933 absolvierte er im Rahmen des Works-Progress-Administration-Programms ein Aufbaustudium an der University of Pennsylvania und beteiligte sich an der Entwicklung eines Sound-Prismas (Frequenzweiche für akustische Signale). Von 1933 bis 1934 entwickelte er bei der Philadelphia Storage Battery Company (PHILCO Radio and Television Corporation) einen Funktionsgenerator für eine Stehende Welle, um Rundfunkempfangsgeräte zu testen.
1936 zog er nach Tulsa und wurde Mitarbeiter der 1929 von William G. Green gegründeten Seismic Services Corporation (SSC). Bei der Erdölprospektion fand damals das Schlumberger-Verfahren Anwendung. Die Bezeichnung Seismic Services Corporation weist auf Refraktionsseismik als alternative Form der Erdölprospektion hin. Die Gruppe um William G. Green, bestehend aus Scherbatskoy, Jacob Neufeld (* 1906 in Lodz; † 5. April 2000) und Robert Earl Fearon, entwickelte Methoden und Geräte zum Aufzeichnen terrestrischer Kern-Strahlung, da Ölschiefer-Strukturen Absorptions- und Reflexionsmuster zeigen, die gedeutet werden können. Dieser Prospektionsmethode wurden in Oklahoma, Kansas, Texas und Louisiana eine Tagesausbeute zwischen 200 und 1000 Barrels Erdöl zugeschrieben.

## Well Surveys Inc.
Die Standard Oil Company investierte in die von Green gegründete Well Surveys Inc., in der Scherbatskoy als Technischer Direktor fungierte und die von der zweiten Hälfte 1940 bis zur ersten Hälfte 1943 Bruno Pontecorvo beschäftigte. Pontecorvo hielt ab 1941 ein Patent mit der Bezeichnung Method and Apparatus for Logging a Well, U.S. Patent 2.349.753.
Robert Earl Fearon berichtete in einer Patentanmeldung vom 10. März 1942 vom Einsatz einer Ionisationskammer in einem Bohrloch. Eine Miniaturisierung des Zählrohrs war für derartige Anwendungen Voraussetzung.
Von Gilbert LaBine (* 10. Februar 1890; † 8. Juni 1977) wurde Scherbatskoy an der Lagerstätte bei Port Radium, Nordwest-Territorien beschäftigt, wo damals für das Manhattan-Projekt das auch dort mit Radium vergesellschaftete Uran gefördert wurde. Scherbatskoy entwickelte hier tragbare Zählrohre.

## Geophysical Measurements Corporation
1948 gründete Scherbatskoy die Geophysical Measurements Corporation (GMC) in Tulsa,
Das Unternehmen bot zur Erdölprospektion das Vermessen der Nuklearstrahlung von Aufschlussbohrungen entlang der Tiefenentwicklung an. 1964 tauschte die GMC ihre Aktien gegen Aktien der McCullough Tool, die 1968 den Tauschwert von Altpapier erreichten.
Ab 1973 war er Geschäftspartner von Marvin Gearhart von Gearhart-Owen Industries in Dallas. Diese war 1955 von Marvin Gearhart und Harold Owen als Erdöl-Bohrausrüster gegründet worden. Mit Gearhart-Owen entwickelte er bis 1988 Bohrmeßtechnologie, nach dem das Unternehmen 1986 Zahlungsunfähig war, unter der Regie von Halliburton.
1988 eröffnete Scherbatskoy in Fort Worth ein Unternehmen, in dem er versuchte, seine Patente auf Measurement While Drilling zu verwerten.